# Sedum farinosum
Sedum farinosum — вид рослин з родини Товстолисті (Crassulaceae), ендемік Мадейри.

## Опис
Багаторічна трав'яна рослина заввишки до 14 см. Листки від довгастих до зворотнояйцеподібних, тьмяні, червоні на полях. Квіти діаметром 12 мм, білі пелюстки іноді з червоною жилкою.
Цвіте у червні — серпні.

## Поширення
Ендемік Мадейри (о. Мадейра).
Населяє скелі в центральному гірському регіоні Мадейра, від 900 до 1800 метрів над рівнем моря.